# 通莎客运站
通莎客运站，位于天津站后广场，天津市一级汽车客运站，隶属于天津市交通集团，总建筑面积21272平方米，其中营运主楼面积1.6万平方米，候车大厅面积为6800平方米，主要营运省际长途客车、京津冀地区市际长途客车、天津滨海机场大巴。可换乘地铁2号线、3号线、9号线。2002年9月，于天津市河东区真理道43号开始运营，于2013年9月17日迁至现址。